# Dolinský potok (přítok Svatavy)
Dolinský potok je pravostranným přítokem Svatavy v okrese Sokolov v Karlovarském kraji. Délka toku měří 5,6 km.
Plocha povodí činí 7,2 km².

## Průběh toku
Potok pramení v Krušných horách přibližně 1 km severozápadně od Krajkové. Jeho pramen se nachází v nadmořské výšce okolo 610 m u silnice z Krajkové do Libnova. Od pramene teče potok západním, později jihozápadním směrem. Pozvolna protéká pastvinami s několika drobnými rybníčky na jeho toku a přitéká do Krajkové, resp. její místní části Dolina. Potok pokračuje západním směrem až do zalesněného území. Zde se po jeho pravém břehu zvedají výraznější kopce, později i po levém břehu. To již potok vtéká do hlubšího sevřeného údolí. Zprava přibírá dva malé potůčky a podtéká silničku vedoucí z Josefova k vlakové zastávce Hřebeny. Koryto potoka se zařezává do skalnatého podloží, tvořeného převážně svory. Zde vodní tok uvolňuje ze skalního podloží drobné krystalky granátu, které lze v potoce rýžovat. V prudkém svahu na skalním ostrohu se nad pravým břehem vypíná středověký hrad a zámek Hartenberg. Pod ním, nedaleko od železniční zastávky Hřebeny, se potok vlévá zprava do Svatavy na jejím 8,9 říčním kilometru.